# Amor se dice cantando
Amor se dice cantando es una película de comedia y drama con coproducción de Argentina y México, de 1958 dirigida por Miguel Morayta Martínez y protagonizada por Miguel Aceves Mejía, Julia Sandoval, Luis Dávila y Paulette Christian.

## Sinopsis
El viaje de un cantante mexicano a la Argentina.

## Reparto
- Miguel Aceves Mejía ...Miguel Medina
- Julia Sandoval ...Mercedes Láinez
- Luis Dávila ...Germán Láinez
- Paulette Christian ...Paulette
- Fernando Soto "Mantequilla" ...Piropo
- Mario Pocoví ... Néstor Bruni
- Ethel Rojo
- Alfredo Almanza

## Comentarios
El Heraldo del Cinematografista encontró en el filme:

”Escasez de medios e inquietudes.”

Por su parte Manrupe y Portela escriben de la película:

”Prehistórica coproducción con México, con el pretexto de mostrar color y canciones indiscriminadamente.”